# Fear Street Part One: 1994
Fear Street Part One: 1994 é um filme estadunidense de terror sobrenatural e slasher de 2021, dirigido por Leigh Janiak. Primeiro capítulo da trilogia Fear Street, o longa foi escrito por Phil Graziadei e Janiak, com base em uma história de Kyle Killen, Graziadei e Janiak, inspirada na franquia de livros homônima de R. L. Stine. A trama acompanha uma adolescente e seus amigos que, após uma série de assassinatos brutais, enfrentam uma força maligna que assombra a cidade há séculos. É estrelado por Kiana Madeira, Olivia Scott Welch, Benjamin Flores Jr., Julia Rehwald, Fred Hechinger, Ashley Zukerman, Darrell Britt-Gibson e Maya Hawke.
O desenvolvimento de um filme baseado em Fear Street começou em 1997, quando a Hollywood Pictures adquiriu os direitos da franquia, porém o projeto nunca saiu do papel. Ele voltou a ser desenvolvido pela 20th Century Fox em 2015, e, em 2017, Janiak foi contratada para dirigir e reescrever o roteiro de Killen junto com Graziadei. Produzida pela Chernin Entertainment, a trilogia foi filmada de forma contínua entre março e setembro de 2019, na Geórgia, com lançamento nos cinemas previsto para junho de 2020. No entanto, a trilogia foi retirada do calendário devido à pandemia de COVID-19. Após a aquisição da 21st Century Fox pela Disney, a Chernin Entertainment encerrou o acordo de distribuição com a 20th Century Studios e repassou os direitos de distribuição para a Netflix em agosto de 2020.
Fear Street Part One: 1994 teve sua estreia no Los Angeles State Historic Park em 28 de junho de 2021 e foi lançado na Netflix em 2 de julho de 2021. As outras partes, Part Two: 1978 e Part Three: 1666, foram lançadas semanalmente. O filme recebeu críticas positivas da imprensa especializada, com elogios para as atuações, os elementos de terror e a fidelidade ao material original.

## Enredo
Em 1994, Heather, uma estudante e funcionária de uma livraria no shopping Shadyside Mall, na fictícia cidade interiorana de Shadyside, é esfaqueada por seu amigo Ryan Torres. Ele mata ela e mais sete funcionários do shopping antes de ser baleado e morto pelo xerife Nick Goode. Na manhã seguinte, a mídia trata o massacre como algo comum em Shadyside, cidade apelidada de "capital do assassinato" dos Estados Unidos. Enquanto isso, a cidade vizinha, Sunnyvale, é o completo oposto, considerada uma das mais ricas e seguras do país, com seus moradores mantendo uma forte rivalidade com os de Shadyside. Muitos dos adolescentes de Shadyside acreditam que o massacre é resultado da maldição de Sarah Fier, que segundo a lenda, foi executada após ser acusada de bruxaria em 1666, e como vingança, amaldiçoou a cidade, fazendo com que uma pessoa ficasse louca e cometesse vários assassinatos brutais.
Deena Johnson, uma adolescente de Shadyside, não acredita na maldição. Ela está lidando de seu recente término com Sam Fraser, sua ex-namorada que se mudou para Sunnyvale e agora está namorando Peter. Enquanto isso, seu irmão Josh passa os dias pesquisando obsessivamente a história sombria da cidade e os massacres que a marcaram. Seus amigos, Kate Schmidt e Simon Kalivoda, vendem drogas na escola com a esperança de, um dia, conseguirem sair de Shadyside. Deena e Sam acabam se reencontrando durante uma vigília em Sunnyvale em homenagem às vítimas do massacre no shopping. O clima entre os adolescentes das duas cidades logo esquenta, e uma briga generalizada estoura. De volta para casa, o carro onde estão Peter, Sam e outro estudante começa a perseguir o ônibus escolar da turma de Shadyside. Irritada com a provocação, Deena tenta jogar um cooler no carro, mas uma súbita hemorragia nasal a faz perder o equilíbrio. O cooler acerta o carro, que sai da estrada e capota dentro da floresta. Sam sobrevive ao acidente e, ao tocar com os dedos ensanguentados algo enterrado no solo, tem uma visão perturbadora da bruxa Sarah Fier. Logo em seguida, ela é resgatada e levada ao hospital.
Na noite seguinte, Deena e seus amigos começam a ser perseguidos por alguém usando uma máscara de caveira, e inicialmente pensam que se trata de Peter e seus amigos pregando uma peça. No entanto, ao visitarem Sam no hospital, o grupo presencia Peter sendo brutalmente esfaqueado pelo Máscara de Caveira — que logo mata outros funcionários do hospital. Para a surpresa de todos, o assassino é revelado como Ryan Torres, o mesmo que foi morto no massacre do shopping, agora aparentemente ressuscitado. Sam, Deena, Josh, Kate e Simon escapam e tentam pedir ajuda à polícia, mas não são levados a sério. Logo em seguida, Simon é atacado por Ruby Lane, uma das assassinas do passado de Shadyside, datada de 1965, que também parece ter voltado dos mortos. O grupo começa a entender que o acidente de carro perturbou o túmulo de Fier e que o sangue de Sam, derramado sobre seus ossos, foi o que trouxe os antigos assassinos de volta. Josh, obcecado pela história da cidade, liga os pontos e explica que a maldição da bruxa, lançada após sua execução, pode estar por trás de toda a onda de assassinatos que assola Shadyside há gerações. Eles tentam encerrar a maldição enterrando corretamente os ossos de Fier, mas são atacados pelo assassino do Acampamento Nightwing, um dos massacres mais famosos da cidade. Ao perceberem que os assassinos só perseguem Sam e são atraídos por seu sangue, os amigos elaboram um plano para atraí-los até a escola e queimá-los no banheiro. Apesar de conseguirem explodir os assassinos, os mesmos se regeneram e continuam a persegui-los.
Sam aceita com relutância ser sacrificada, apesar de Deena negar. Eles acabam desistindo do plano quando descobrem que C. Berman, a sobrevivente do massacre no Acampamento Nightwing em 1978, também morreu, mas foi ressuscitada. Desesperados, eles tentam ligar para Berman, acreditando que ela pode ter a chave para escapar da maldição, mas não conseguem contato. Então, o grupo organiza um novo plano: matar Sam temporariamente usando drogas da farmácia de um supermercado e depois trazê-la de volta. Enquanto estão no supermercado, Kate, Simon e Josh tentam distrair os assassinos de Shadyside, mas Kate e Simon acabam mortos brutalmente. Deena consegue afogar Sam, fazendo com que os assassinos desapareçam, e depois a revive usando doses de EpiPen e RCP.
Após os eventos, a polícia decide colocar a culpa em Kate e Simon, já que eles eram conhecidos por vender drogas. Deena e Sam se reconciliam e assumem o relacionamento publicamente. No entanto, mais tarde naquela noite, enquanto estão na casa de Deena, ela recebe uma ligação de C. Berman avisando que não há como escapar da bruxa. Nesse momento, Sam, agora possuída, ataca Deena, que com ajuda de Josh, conseguem contê-la e amarrá-la. Deena promete encontrar um jeito de salvá-la.

## Elenco
- Kiana Madeira como Deena Johnson
- Olivia Scott Welch como Samantha "Sam" Fraser
- Benjamin Flores Jr. como Joshua "Josh" Johnson
- Julia Rehwald como Katherine "Kate" Schmidt
- Fred Hechinger como Simon Kalivoda
- Ashley Zukerman como Nicholas "Nick" Goode
- Darrell Britt-Gibson como Martin P. Franklin
- Maya Hawke como Heather Watkins
- Jordana Spiro como Sra. Mary Lane
- Jordyn DiNatale como Ruby Lane
- Charlene Amoia como Rachel Thompson / Cliente de Sunnyvale
- Lacey Camp como Sra. Fraser
- Jeremy Ford como Peter
- David W. Thompson como Ryan Torres
- Matthew Zuk como William "Will" Goode
- Elizabeth Scopel como Sarah Fier
- Gillian Jacobs como C. Berman (voz)[4]

## Produção

### Desenvolvimento
Em outubro de 1997, a Hollywood Pictures fechou um acordo para adquirir os direitos da série de livros Fear Street, que seria desenvolvida em parceria com a Parachute Entertainment como uma franquia cinematográfica no estilo de Scream. No entanto, o projeto nunca foi adiante.
Em 9 de outubro de 2015, o TheWrap anunciou que um filme baseado na saga literária de R. L. Stine estava sendo desenvolvido pela 20th Century Studios (na época ainda chamada 20th Century Fox) junto com a Chernin Entertainment. Em 13 de fevereiro de 2017, Kyle Killen foi contratado como roteirista. Em julho, o projeto foi anunciado como uma trilogia de filmes ambientados em diferentes períodos históricos, com Leigh Janiak, diretora do terror de 2014 Honeymoon, escolhida para dirigir e reescrever os roteiros ao lado de seu parceiro Phil Graziadei. Segundo o The Hollywood Reporter, os três filmes seriam gravados de forma consecutiva e lançados com um mês de intervalo entre eles.

### Seleção do elenco
Em fevereiro de 2019, foi divulgado que Kiana Madeira e Olivia Welch estrelariam o filme como adolescentes lésbicas "tentando lidar com um relacionamento conturbado enquanto são alvo dos horrores insanos de sua cidadezinha, Shadyside". Em março de 2019, Benjamin Flores Jr., Ashley Zukerman, Fred Hechinger, Julia Rehwald e Jeremy Ford se juntaram ao elenco. Em maio, Darrell Britt-Gibson foi escalado. Maya Hawke, Jordana Spiro e Jordyn DiNatale também entraram para o elenco.

### Filmagens
As filmagens começaram em março de 2019 em Atlanta e East Point, na Geórgia. Diversas lojas desocupadas no shopping North DeKalb Mall foram reformadas para serem usadas nas gravações — incluindo réplicas de lojas como Casual Corner, Software Etc., B. Dalton Bookseller, Musicland e Gadzooks. A produção também ocorreu no Hard Labor Creek State Park, em Rutledge, em agosto de 2019. As filmagens foram concluídas em setembro de 2019.

## Lançamento
O filme estava com lançamento nos cinemas previsto para junho de 2020, mas foi retirado do calendário por conta da pandemia de COVID-19. Em abril de 2020, a Chernin Entertainment encerrou seu acordo de distribuição com a 20th Century Studios e firmou um contrato de exclusividade de vários anos com a Netflix. Em agosto de 2020, a Netflix adquiriu os direitos de distribuição da trilogia. O primeiro filme foi lançado em 2 de julho de 2021 na plataforma.

## Recepção

### Resposta da crítica
No site agregador de críticas Rotten Tomatoes, o filme possui uma aprovação de 84% com base em 117 avaliações, com uma classificação média de 7/10. O consenso dos críticos no site diz: "Fear Street Part One: 1994 inicia a trilogia de forma promissora, homenageando o material original com muito do charme retrô dos slashers." No Metacritic, o filme possui uma média ponderada de 67 de 100, baseada em 20 críticas, indicando avaliações "geralmente favoráveis".
Alison Willmore, escrevendo para o Vulture, descreveu o filme como "um slasher cruel e eficaz", e comentou: "Enquanto Get Out ou The Babadook usaram o terror para explorar a fome voraz dos aliados liberais brancos (supostamente) e o pavor de não conseguir confiar na própria sanidade, muitos outros títulos acabam apenas se ligando a grandes conceitos de maneira que vai do desajeitadamente óbvio ao grosseiramente cínico. Mas 1994 parece livre dessas obrigações." Ela observou algumas semelhanças com o terror de 2014 It Follows, mas acrescentou: "O filme de Janiak é mais ácido, mais novelesco e mais pragmático — afinal, tem continuações para entregar."
Lovia Gyarkye, do The Hollywood Reporter, escreveu: "Embora provavelmente não vá fazer você conferir as trancas da porta três vezes, é bem capaz de entreter o suficiente para te fazer voltar querendo mais." Ela acrescentou: "Mesmo que os clichês sejam familiares, o filme consegue empolgar graças a um elenco jovem e talentoso, uma trilha sonora e composição musical adequadamente tensas, e uma boa dose de nostalgia dos anos 90." Ela concluiu: "Fear Street Part 1 é divertido e acerta nos pontos com um certo estilo — e eu, com certeza, estou motivada a ver as duas próximas partes — mas às vezes, a chave para subverter expectativas está nos detalhes."
A.A. Dowd, do The A.V. Club, foi mais crítico em relação ao filme. Em sua análise, deu uma nota C+ e descreveu os assassinos como "terrivelmente genéricos, parecendo mais atrações de uma paródia de slasher ou de uma das imitações esquecíveis de Halloween". Ele escreveu: "Os slashers já foram criticados por sua suposta moral puritana, mas os adolescentes aqui são tão corretos e exemplares quanto são 'simpáticos': uma cena de sexo no vestiário, no meio do filme, talvez seja a mais inocente da história desse gênero de reputação duvidosa". E concluiu: "Esqueça os fãs de meia-idade que isso possa incomodar. As crianças de hoje não merecem um pouco de terror trash só delas, em vez de uma versão refinada demais?"
Barry Hertz, do The Globe and Mail, escreveu: "Embora Janiak consiga cumprir facilmente os clichês do gênero, e talvez convencer quem viveu nos anos 90 de que toda a década foi iluminada por um neon agressivo, seu filme não tem pânico (ou Scream) o suficiente pra justificar mais dois longas." Ele também criticou a trama do filme. No entanto, concluiu: "Considerando que os cinemas ainda estão fechados em Ontário e que, à noite, meu cérebro já está praticamente derretido, estou disposto a seguir pela estrada de Janiak. Mesmo que Fear Street acabe não levando a lugar nenhum."

## Sequências
A trilogia continua com Part Two: 1978 e Part Three: 1666, que foram lançadas em 9 de julho de 2021 e 16 de julho de 2021, respectivamente.